# Говард, Джеймс, 3-й граф Саффолк
Джеймс Говард, 3-й граф Саффолк, 3-й барон Говард де Уолден (англ. James Howard, 3rd Earl of Suffolk; 10 февраля 1619/1620 — декабрь 1688) — британский пэр и политик.

## Происхождение
Родился 10 февраля 1619/1620 года. Старший сын Теофилуса Говарда, 2-го графа Саффолка (1584—1640), и его жены Элизабет Хоум (? — 1633), дочери Джорджа Хоума, 1-го графа Данбара.

## Биография
На коронации Карла I Стюарта 2 февраля 1626 года Джеймсу Говарду было присвоено звание кавалера Ордена Бани. В феврале 1639 года, как лорд Уолден, он стал командиром отряда добровольцев-кавалеристов королевской армии.
3 июня 1640 года после смерти своего отца Джеймс Говард унаследовал титулы 3-го графа Саффолка и 3-го барона Говарда де Уолдена, став членом Палаты лордов Англии. 16 июня того же года он стал лордом-лейтенантом Саффолка. Парламент назначил его лордом-лейтенантом этого графства 28 февраля 1642 года. 28 декабря 1643 года он получил вызов на заседание королевского парламента в Оксфорде, а 7 июля 1646 года был назначен совместным комиссаром парламента при короле в Ньюкасле.
Действуя на основании доклада Комитета безопасности, в сентябре 1647 года палата общин решила  объявить Джеймсу Говарду и шести другим пэрам импичмент за государственную измену . 8 сентября 1653 года Говард был приведен к присяге в качестве верховного стюарда Ипсвича .
После Реставрации Джеймс Говард стал лордом-лейтенантом Саффолка и Кембриджшира 25 июля 1660 года. С 18 по 24 апреля 1661 года он исполнял обязанности графа-маршала Англии на коронации Карла II. В том же году он стал полковником конного ополчения Саффолка. 28 сентября 1663 года он был назначен магистром Оксфорда и магистром Кембриджа 6 сентября 1664 года. Он также был назначен губернатором форта Ландгард в Эссексе, королевским камергером 4 марта 1665 года и хранителем королевского дома в Одли-Энде, Эссекс, в марте 1667 года. Он командовал ополчением Саффолка во время битвы за Форт Ландгард 2 июля 1667 года. Он был назначен совместным комиссаром в офисе графа-маршала Англии 15 июня 1673 года, полковником-командиром трех полков ополчения Кембриджшира в 1678 году и был наследным визитером колледжа Магдалины в Кембридже . В марте 1681 года он был освобожден от должности лорда-лейтенанта Саффолка и Кембриджшира, а также от службы в королевской опочивальне.
Лорд Саффолк скончался в декабре 1688 года и был похоронен 16 января 1689 года в Сафрон-Уолдене, Эссекс . После его смерти графство перешло к его младшему брату Джорджу Говарду (1625—1691). Баронство Говард де Уолден было приостановлено почти на столетие, пока оно не было возобновлено для потомка его старшей дочери леди Эссекс Говард, впоследствии баронессы Гриффин.

## Семья
Лорд Саффолк был трижды женат. 1 декабря 1640 года Джеймс Говард женился первым браком на леди Сюзанне Рич (1627 — 15 мая 1649), дочери Генри Рича, 1-го графа Холланда, и Изабель Коуп (? — 1655). Дети от первого брака:
- Леди Эссекс Говард (? — 31 января 1704/1705)[13] , она вышла замуж в 1666/1667 году за Эдварда Гриффина, 1-го барона Гриффина (? — 1710)

Около февраля 1650 года Джеймс Говард женился во второй раз, на Барбаре Вильерс (1622 — 13 декабря 1680), дочери сэра Эдварда Вильерса и вдове Ричарда Уэнмана и позднее сэра Ричарда Уэнтворта. Дети от второго брака:
- Леди Элизабет Говард (1656—1681), она вышла замуж за сэра Томаса Фелтона, 4-го баронета из Плейфорда, графство Саффолк.

В 1681/1682 году лорд Саффолк в третий раз женился на леди Энн Монтегю (1662 — 19 октября 1720), старшей дочери Роберта Монтегю, 3-го графа Манчестера, от которой у него не было детей .